# اینر هلن نیبروتن
اینر هلن نیبروتن (انگلیسی: Inger Helene Nybråten؛ زادهٔ ۸ دسامبر ۱۹۶۰) اسکی‌باز صحرانوردی اهل نروژ بود.